# Lista de prefeitos de Rio Verde de Mato Grosso
Esta é a lista de prefeitos do município de Rio Verde de Mato Grosso, estado brasileiro do Mato Grosso do Sul.
| Nº | Nome                                   | Imagem | Partido | Vice-prefeito                                 | Início do mandato       | Fim do mandato         | Observações                                   |
| 1  | Israel Alves Pereira                   |        | UDN     | Cargo vago                                    | 16 de dezembro de 1953  | 30 de janeiro de 1956  | Prefeito nomeado pelo governo do estado       |
| 2  | Estacio Toledo Maciel                  |        | PSD     | Francisco Carlos da Silva (PDC)               | 31 de janeiro de 1956   | 30 de janeiro de 1959  | Prefeito e vice eleitos em sufrágio universal |
| 3  | Humberto de Souza Barbosa              |        | PSD     | Ariovaldo de Souza Rodrigues (PSP)            | 31 de janeiro de 1959   | 30 de janeiro de 1963  | Prefeito e vice eleitos em sufrágio universal |
| 4  | Estácio de Toledo Maciel               |        | PSD     | Ariovaldo de Souza Rodrigues (PTB)            | 31 de janeiro de 1963   | 30 de janeiro de 1966  | Prefeito e vice eleitos em sufrágio universal |
| 5  | Olívio Valteno de Oliveira             |        | ARENA   | Thomaz Barbosa Rangel (ARENA)                 | 31 de janeiro de 1966   | 30 de janeiro de 1970  | Prefeito e vice eleitos em sufrágio universal |
| 6  | Abílio de Souza Guerra                 |        | ARENA   | Paulino Alves da Cunha (ARENA)                | 31 de janeiro de 1970   | 30 de janeiro de 1973  | Prefeito e vice eleitos em sufrágio universal |
| 7  | Jorcy Cardeal Rangel                   |        | ARENA   | Valdevino Gomes de Abreu (ARENA)              | 31 de janeiro de 1973   | 31 de janeiro de 1977  | Prefeito e vice eleitos em sufrágio universal |
| 8  | José de Oliveira Santos                |        | MDB     | Abílio de Souza Guerra (MDB)                  | 1º de fevereiro de 1977 | 31 de janeiro de 1983  | Prefeito e vice eleitos em sufrágio universal |
| 9  | Wanderlan Marques Dorneles da Silveira |        | PMDB    | Francisco Adrião de Souza (PMDB)              | 1º de fevereiro de 1983 | 31 de dezembro de 1989 | Prefeito e vice eleitos em sufrágio universal |
| 10 | José de Oliveira Santos                |        | PTB     | Winston Ramos de Almeida (PFL)                | 1º de janeiro de 1989   | 31 de dezembro de 1992 | Prefeito e vice eleitos em sufrágio universal |
| 11 | Grimaldo Pereira de Oliveira           |        | PTB     | Mauro Antonio Sabedotti Fornari (PFL)         | 1º de janeiro de 1993   | 31 de dezembro de 1996 | Prefeito e vice eleitos em sufrágio universal |
| 12 | José de Oliveira Santos                |        | PMDB    | Wanderlan Marques Dorneles da Silveira (PMDB) | 1º de janeiro de 1997   | 31 de dezembro de 2000 | Prefeito e vice eleitos em sufrágio universal |
| 13 | José de Oliveira Santos                |        | PMDB    | Mauro Antonio Sabedotti Fornari (PMDB)        | 1º de janeiro de 2001   | 31 de dezembro de 2004 | Prefeito e vice eleitos em sufrágio universal |
| 14 | Mário Albeto Krüger                    |        | PT      | Olavo Striquer (PTB)                          | 1º de janeiro de 2005   | 31 de dezembro de 2008 | Prefeito e vice eleitos em sufrágio universal |
| 15 | William Douglas de Souza Brito         |        | PPS     | Claudinei Bittencourt Lopes (PDT)             | 1º de janeiro de 2009   | 31 de dezembro de 2012 | Prefeito e vice eleitos em sufrágio universal |
| 16 | Mário Albeto Krüger                    |        | PT      | Dinalva Gomes Viana (PT)                      | 1º de janeiro de 2013   | 31 de dezembro de 2016 | Prefeito e vice eleitos em sufrágio universal |
| 17 | Mário Albeto Krüger                    |        | PSC     | Dinalva Gomes Viana (PT)                      | 1º de janeiro de 2017   | 31 de dezembro de 2020 | Prefeito e vice eleitos em sufrágio universal |
| 18 | José de Oliveira Santos                |        | MDB     | Réus Antonio Sabedotti Fornari (DEM)          | 1º de janeiro de 2021   | 31 de dezembro de 2024 | Prefeito e vice eleitos em sufrágio universal |
| 19 | Réus Antonio Sabedotti Fornari         |        | PP      | Jorge Luiz de Oliveira Santos (PSDB)          | 1° de janeiro de 2025   | Atualidade             | Prefeito e vice eleitos em sufrágio universal |